# Franco Flamini
Franco Flamini (Foligno, 10 aprile 1925 – Padova, 3 agosto 2014) è stato un cestista, allenatore di pallacanestro e giornalista italiano.
Contribuì assieme a Fabio Presca e a Padre Luigi Pretto a fondare presso il Collegio Antonianum dei Gesuiti a Padova la sezione Pallacanestro dell'Unione Sportiva Petrarca.

## Carriera
Inizia a giocare a Pallacanestro a Trieste. Approdato a Padova contribuì a fondare e allenò il Petrarca portandolo fino alla Serie A.
Collaborò anche con la rivista L'allenatore e il Resto del Carlino.